# Вілметт
Вілметт (англ. Wilmette) — селище (англ. village) в США, в окрузі Кук штату Іллінойс. Передмістя Чикаго, розташоване на північ від його центру. На півдні межує з Еванстоном та Скокі. Населення — 28 170 осіб (2020).

## Історія
Село назване на честь Антуана Вілметта, французького місіонера, який 1829 року переконав індіанське населення підписати угоду (Second Treaty of Prairie du Chien) з урядом США. За цією угодою, індіанці залишали сучасну територію Вілметта в обмін на резервації на заході Іллінойсу.
Мали міце пропозиції приєднами Вілметт до Еванстона. На першому референдумі 1894 року пропозиція не була підтримана з рахунком 168-165, три інші також не знайшли підтримки.
Бахаїстський храм було побудовано між 1920 та 1953 роками.

## Пам'ятки
У Вілметті знаходиться храм бахаїзму, єдиний у США. В 2007 році храм було названо одним із «семи чудес Іллінойсу» туристичним бюро штату. Храм відкритий цілодобово, вхід безкоштовний.
Також у селі розташований Джиллсон-парк із пляжем, яхт-клубом та майданчиком для вигулу собак.
Окрім того, парк містить спеціальний пляж для собак, літній театр, тенісні корти, волейбольні майданчики, футбольні поля та грилі для барбекю..

## Географія
Вілметт розташований за координатами 42°4′38″ пн. ш. 87°43′43″ зх. д. / 42.07722° пн. ш. 87.72861° зх. д. (42.077323, -87.728621).  За даними Бюро перепису населення США в 2010 році селище мало площу 14,02 км², з яких 13,99 км² — суходіл та 0,02 км² — водойми.

## Демографія
Згідно з переписом 2010 року, у селищі мешкало 27 087 осіб у 9742 домогосподарствах у складі 7533 родин. Густота населення становила 1932 особи/км².  Було 10290 помешкань (734/км²).
Расовий склад населення:
| - 85,5 % — білих - 10,8 % — азіатів - 0,8 % — чорних або афроамериканців - 0,1 % — корінних американців |

До двох чи більше рас належало 2,1 %. Частка іспаномовних становила 3,3 % від усіх жителів.
За віковим діапазоном населення розподілялося таким чином: 29,4 % — особи молодші 18 років, 53,8 % — особи у віці 18—64 років, 16,8 % — особи у віці 65 років та старші. Медіана віку мешканця становила 44,8 року. На 100 осіб жіночої статі у селищі припадало 92,3 чоловіків;  на 100 жінок у віці від 18 років та старших — 87,7 чоловіків також старших 18 років.
Середній дохід на одне домашнє господарство  становив 196 315 доларів США (медіана — 132 110), а середній дохід на одну сім'ю — 225 819 доларів (медіана — 159 185). Медіана доходів становила 119 540 доларів для чоловіків та 77 332 долари для жінок. За межею бідності перебувало 2,8 % осіб, у тому числі 1,7 % дітей у віці до 18 років та 5,9 % осіб у віці 65 років та старших.
Цивільне працевлаштоване населення становило 11 755 осіб. Основні галузі зайнятості: освіта, охорона здоров'я та соціальна допомога — 29,0 %, науковці, спеціалісти, менеджери — 22,7 %, фінанси, страхування та нерухомість — 15,5 %.

## Галерея

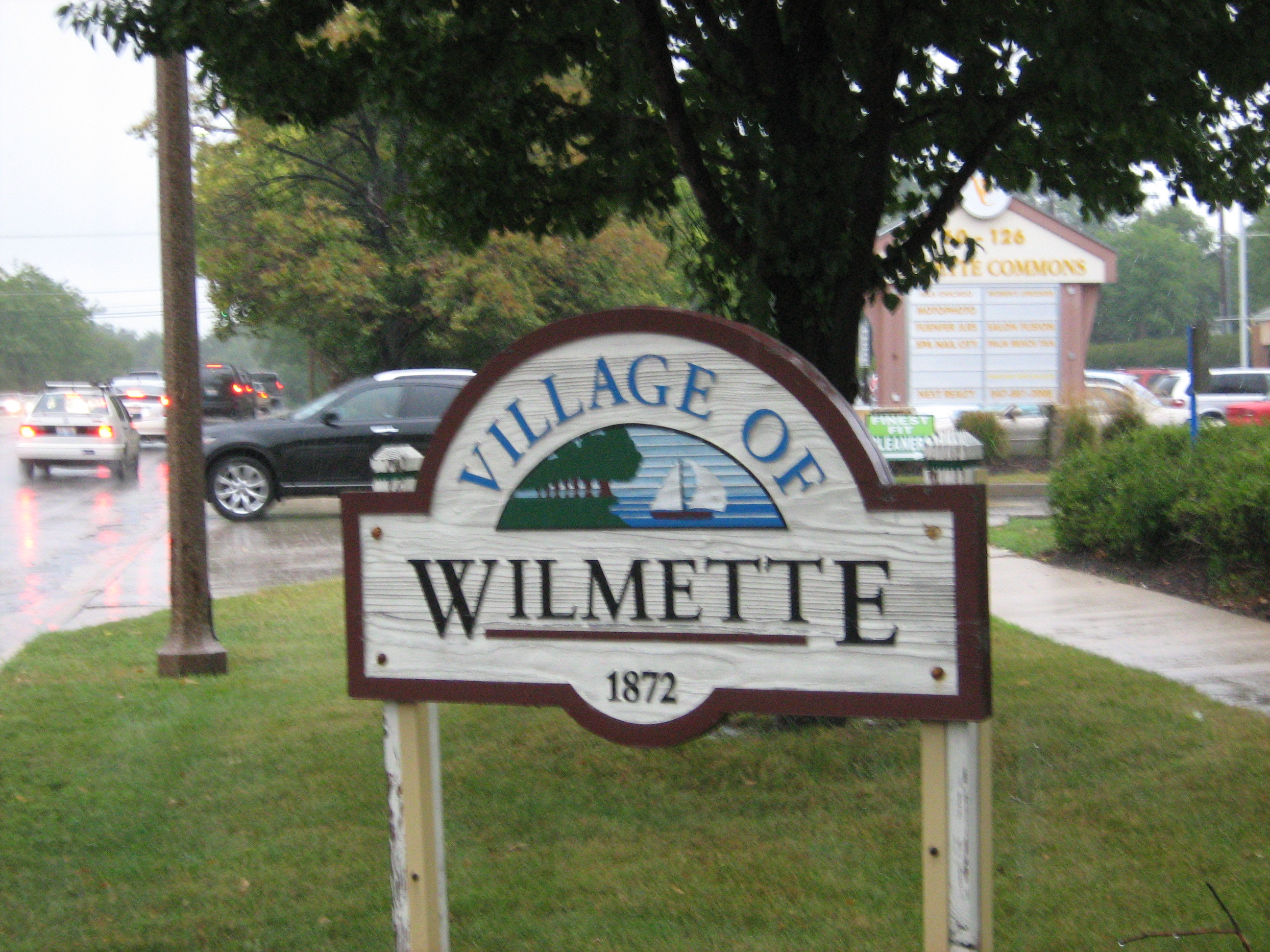
Знак на в'їзді
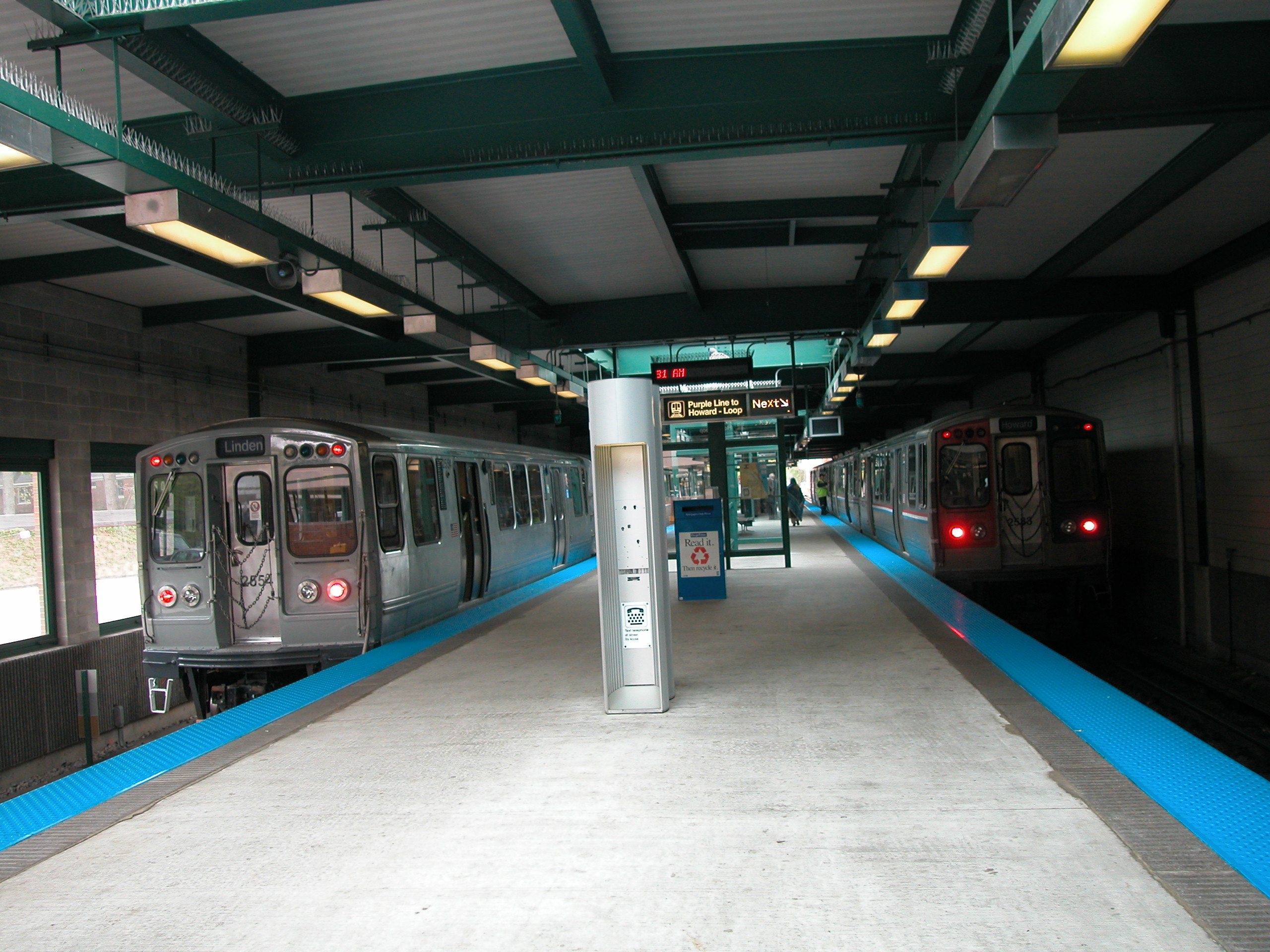
Станція метро Linden
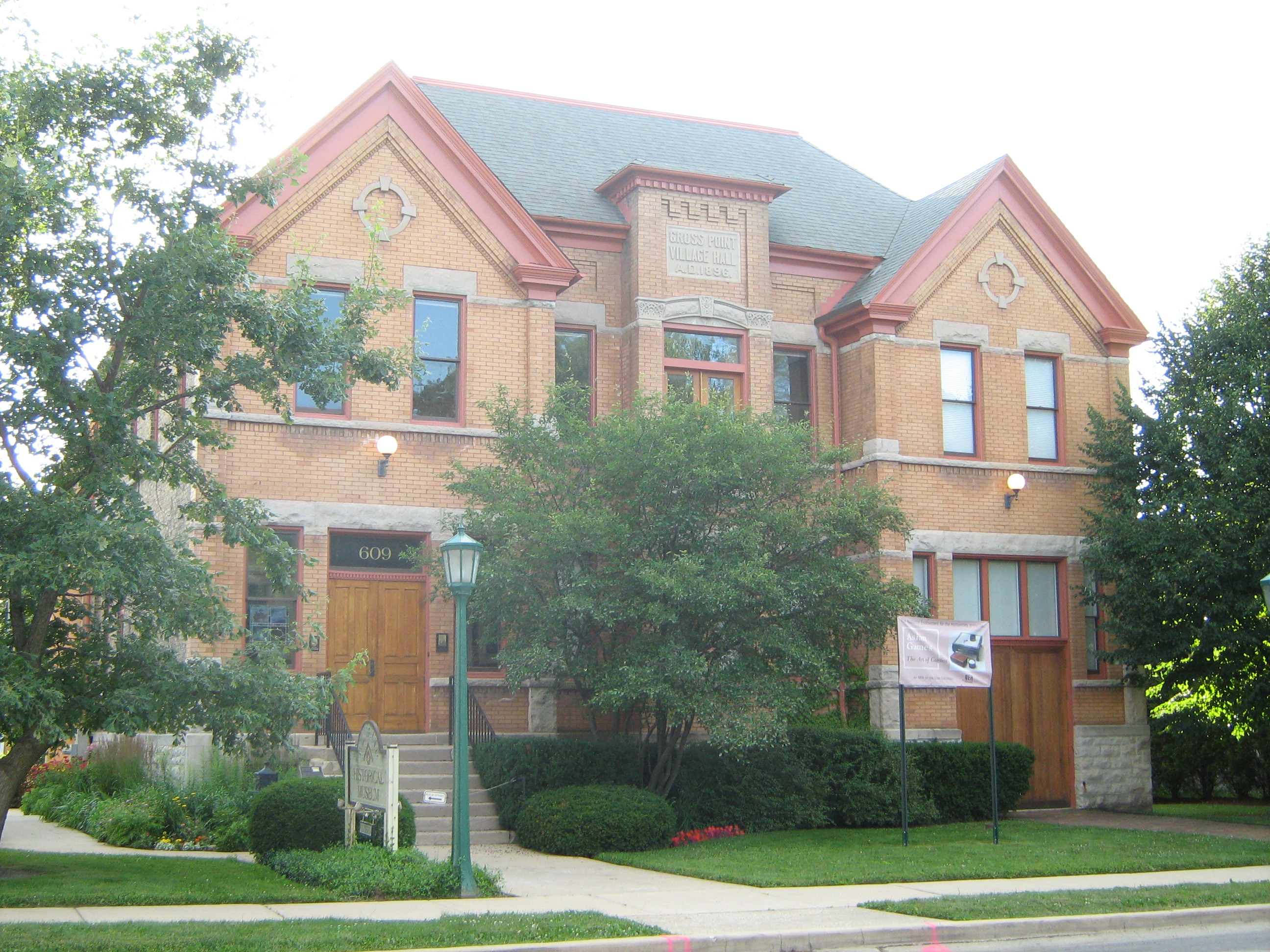
Спілка істориків
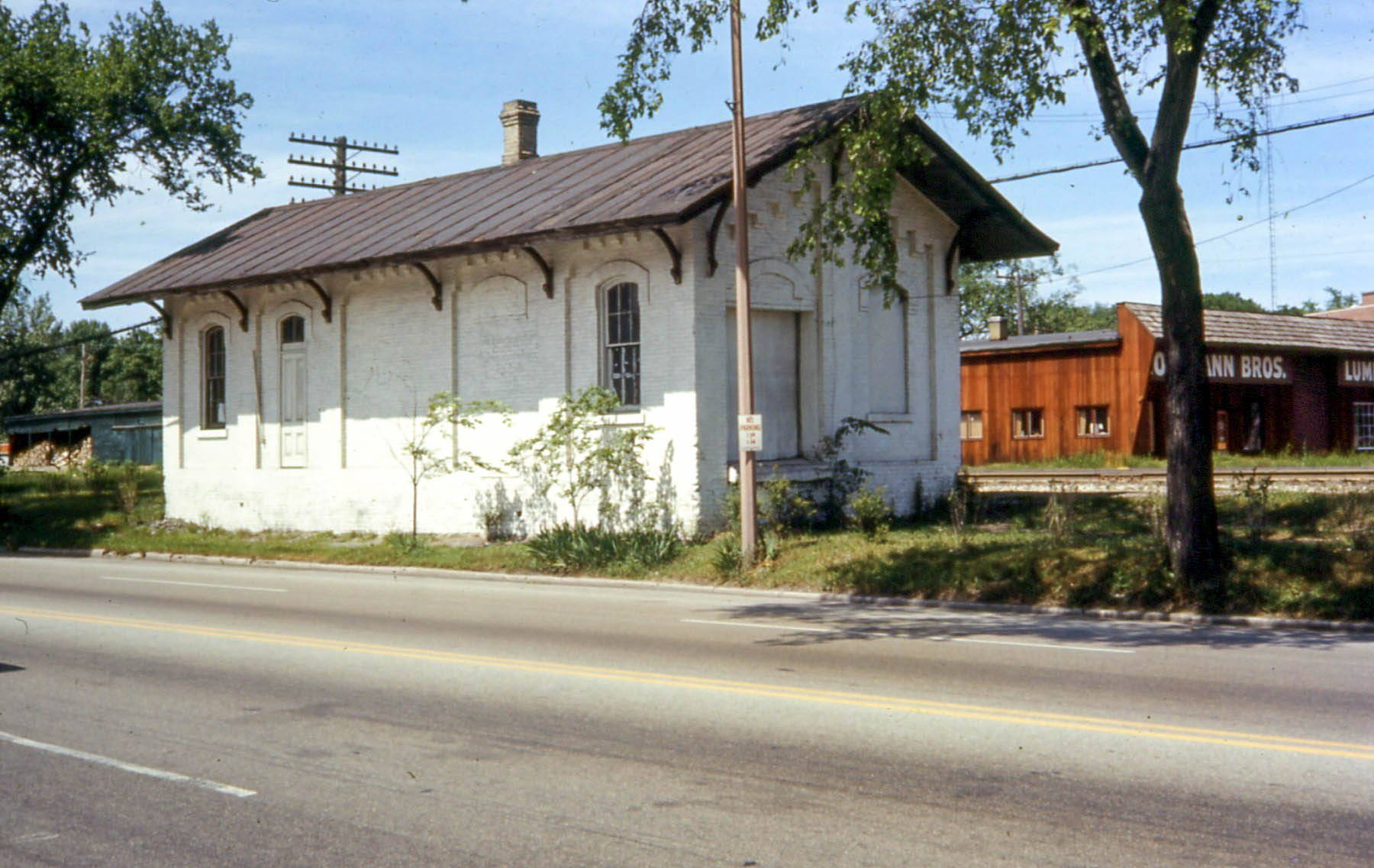
Стара залізнична станція